# Hippodrome romain de Beyrouth
L'hippodrome de Beyrouth dit aussi cirque romain de Beyrouth est un cirque romain construit dans l'actuelle cité de Beyrouth, dans l'actuel Gouvernorat de Beyrouth. Retrouvé à la fin du XXe siècle, il a depuis disparu du fait de l'urbanisation à l’œuvre dans la capitale libanaise.

## Localisation
L'hippodrome a été construit à proximité du port et du forum de Berytus, l'actuelle Beyrouth. Le site de l'hippodrome se trouve à proximité de la synagogue Maghen Abraham à Wadi Abu Jamil, le quartier juif historique de Beyrouth.

## Histoire

### Histoire de l'antiquité à l'époque moderne
Le cirque était principalement utilisé pour les courses de chars, qui étaient un sport de spectateurs extrêmement populaire sous l'Empire romain.
L'édifice est présenté dans l'Expositio totius mundi et gentium, un traité de géographie du IVe siècle, comme l'un des cinq meilleurs circuits de course du Levant, les autres étant à Antioche, Laodicée, Césarée et Tyr.
Au cours des VIe siècle et VIIe siècle siècles de l'Empire byzantin, de violents troubles de factions et politiques dans les cirques (comme la Sédition Nika à Constantinople) ont conduit à leur abandon progressif en tant que lieux de divertissement de masse. L'édifice souffre aussi d'une « réputation maléfique du cirque », en particulier un récit évoquant un projet de sacrifice d'un esclave éthiopien. Une tablette d'exécration a été retrouvée par Robert du Mesnil du Buisson, « pionnier de l'archéologie beyrouthine ».
L'hippodrome de Beyrouth tomba alors en désuétude et se dégrada. Les matériaux ont fait l'objet de réemploi selon Lee Levine.

### De la redécouverte à la destruction
Ses contours sont restés suffisamment nets au XXe siècle pour que l'archéologue Robert du Mesnil du Buisson puisse l'identifier comme hippodrome.
Ses fondations ont été partiellement fouillées en 1988. Une section de mur d'environ 90 m a été découverte, le long de la ligne droite, ainsi que les fondations des gradins à l'extrémité semi-circulaire.
En 2009, le site a été officiellement inscrit à l'inventaire général des monuments historiques et le ministre de la culture Tamam Salam a décidé qu'il devait être préservé in situ et transformé en un monument touristique. Selon un article paru dans le quotidien francophone L'Orient-Le Jour, Gaby Layoun, alors ministre de la Culture, a approuvé en mars 2012 le projet d'un complexe résidentiel de luxe à construire sur les ruines de l'hippodrome romain de Beyrouth, en contournant le recommandations de trois de ses prédécesseurs : Tarek Mitri, Salim Wardeh et Tammam Salam.
L'Association pour la protection du patrimoine libanais (APLH) a organisé des manifestations pour tenter de revenir sur la décision du ministère de la Culture d'autoriser la construction au-dessus de l'hippodrome. À la suite du contentieux intenté par l'APLH, le tribunal a suspendu le 31 mai 2012 la décision du ministère de la Culture de démanteler l'édifice. L'édifice a été protégé jusqu'en 2015, puis la construction du projet immobilier a repris.

## Architecture
C'était l'un des plus grands cirques du Levant, occupant une superficie de 3 500 m2. L'édifice avait une longueur d'environ 330 m pour une largeur de  60 m.
Sa conception générale était probablement similaire à celle du Circus Maximus de Rome, comprenant des portes de départ et un circuit de deux pistes droites reliées par une extrémité semi-circulaire. La piste aurait été entourée de gradins pour les spectateurs. Les fouilles ont mis au jour des stalles, les carceres et la spina.
L'édifice était lié à un théâtre et à un édifice thermal.